# Юсрил Ихза Махендра
Юсри́л И́хза Махе́ндра (индон. Yusril Ihza Mahendra; род. 5 февраля 1956 года, поселение Лаланг, район Манггар, провинция Банка-Белитунг, Индонезия) — индонезийский юрист и политик. Министр юстиции и законодательства Индонезии (1999—2001), министр юстиции и прав человека Индонезии (2001—2004), государственный секретарь Индонезии (2004—2007). Основатель исламской Партии звезды и полумесяца, её председатель в 1998—2005 годах и с 2015 года.

## Биография

### Ранние годы жизни
Родился 5 февраля 1956 года в поселении Лаланг, город Манггар, провинция Банка-Белитунг, в семье сценариста и романиста Идриса Хаджи Зайнала и его супруги по имени Норсиха. Предки Юсрила по отцовской линии переселились в Белитунг из султаната Джохор (ныне — в составе Малайзии): Хаджи Тайб, дед Юсрила по отцу, был членом королевской семьи Джохора. Мать Юсрила — из семьи минангкабау, в XIX веке перебравшихся в Белитунг с Западной Суматры.
Получив начальное и среднее образование в родной провинции, в 1976 году Юсрил переехал в Джакарту, где поступил в Университет Индонезия. Во время учёбы у Юсрила были проблемы с деньгами и жильём — чтобы сэкономить на оплате общежития, он был вынужден жить в различных мечетях Джакарты. Для того, чтобы заработать денег на оплату обучения, Юсрил брался за любую работу — был, в частности, учителем (преподавал детям Коран и боевые искусства), продавцом рыбы и кокосовых орехов. В период студенчества Юсрил начал заниматься политической деятельностью. Также он сблизился со своим профессором Османом Ралиби. Это знакомство сыграло большую роль в его судьбе: Ралиби представил молодого студента своему кумиру, бывшему премьер-министру Индонезии и лидеру мусульманской партии Машуми Мохаммаду Натсиру. Натсир оказал огромное влияние на становление политических взглядов Юсрила.
В 1981—1982 годах Юсрил был вице-председателем Совета по связям между молодёжью и исламским духовенством Индонезии (англ. Indonesian Youth Mosque Communication Body).

### Академическая карьера
В 1982 году Юсрил окончил университет, получив степень бакалавра философии, а следующем году — степень бакалавра управления.. После этого он стал преподавать в Университете Мухаммадии в Джакарте (УМД) и в Академии социализации при Министерстве юстиции. Параллельно с преподаванием учился в аспирантуре.
В 1984 году Юсрилу была присвоена степень магистра гуманитарных и социальных наук Университета Пенджаба (Пакистан). После возвращения на родину он преподавал в Университете Индонезия (на юридическом факультете и в аспирантуре), а также в УМД. В 1993 году он окончил Научный университет Малайзии со степенью доктора философии.

### Последние годы президентства Сухарто
С 1996 года Юсрил стал членом ЦК Совета исламской проповеди Индонезии, основанного его учителем Мохаммадом Натсиром. Также он вошёл в руководство Ассоциации мусульманских интеллектуалов Индонезии (АМИИ), став заместителем председателя Совета экспертов организации, и главой юридического отдела её джакартского отделения. В этот период Юсрил пользовался покровительством Бухаруддина Юсуфа Хабиби — государственного министра науки и технологий, бывшего также лидером АМИИ. В том же 1996 году президент Сухарто назначил Юсрила своим спичрайтером: за два года работы в этой должности Юсрил написал для президента 204 речи.
В марте 1998 года, после переизбрания Сухарто на очередной президентский срок, Юсрил был назначен помощником заместителя государственного секретаря. На этой должности он принимал активное участие в написании заявления об отставке, которое Сухарто зачитал 21 мая 1998 года. Юсрил попытался убедить Сухарто не распускать действовавший на тот момент Седьмой кабинет развития, предлагая, чтобы он продолжил работу уже под руководством нового президента, но Сухарто отклонил его идею: в итоговом варианте заявления об отставке президент заявил о роспуске кабинета. После того, как заявление было готово, но до его официального обнародования, Юсрил встретился с одним из лидеров антисухартовских протестов Амином Раисом и сообщил ему об отставке президента.

### После отставки Сухарто
После отставки Сухарто Юсрил Ихза Махендра не только сохранил, но и достаточно быстро укрепил свои позиции в послитическом истеблишменте Индонезии. Как и его учитель Мохаммад Натсир, Юсрил был сторонником включения в Конституцию Индонезии положений так называемой Джакартской хартии. Этот документ был разработан в 1945 году как предварительная версия Конституции. Впоследствии из окончательной редакции основного закона исчезли многие положения Джакартской хартии, в частности — обязанность для мусульман соблюдать законы шариата. Юсрил выступал за восстановление первоначального варианта пункта 1 статьи 29 Конституции: «Государство основано на вере в Бога с обязательством подчиняться законам шариата для его приверженцев».
17 июля 1998 года Юсрил создал исламскую Партию звезды и полумесяца (ПЗП) и стал её первым председателем. ПЗП позиционировала себя как идеологическая наследница партии Машуми — первоначально планировалось даже воссоздание Машуми, но в итоге было принято решение создать новую партию. На парламентских выборах 1999 года партия Юсрила заняла 6 место, получив 2,84 % голосов. В ходе последующей сессии Народного консультативного конгресса (НКК) — высшего законодательного органа страны, избиравшей нового президента Индонезии, ПЗП, как и другие исламские партии, поддержала кандидата от Партии национального пробуждения Абдуррахмана Вахида, конкурентами которого были действующий президент Бухаруддин Юсуф Хабиби (Голкар) и Мегавати Сукарнопутри (Демократическая партия борьбы Индонезии). Затем Хабиби, отчёт о работе которого НКК не одобрил, отказался от выдвижения собственной кандидатуры, и кандидатов осталось лишь двое — Вахид и Мегавати. В этих условиях Юсрил, опасаясь, что Вахид может также снять свою кандидатуру, выдвинул в президенты себя. В конечном счёте президентом был избран всё же Вахид, вице-президентом стала Мегавати, а Юсрил снял свою кандидатуру незадолго до выборов.

### При Вахиде и Мегавати
В образованном Вахидом Кабинете национального единства Юсрил стал министром юстиции и законодательства. На этом посту у него случился конфликт с Вахидом: когда президент предложил снять запрет на коммунистическую идеологию, введённый после трагических событий 1965 года, Юсрил выступил резко против и пригрозил, что уйдёт в отставку в случае снятия запрета. Однако в итоге Вахиду не удалось реализовать свою идею — запрет был сохранён в силе (и действует до сих пор), а Юсрил остался в правительстве. Однако в итоге он всё же вынужден был покинуть правительство. Это случилось в январе 2001 года, когда на одном из заседаний правительства Юсрил предложил Вахиду, потерявшему к этому времени значительную часть популярности, подать в отставку — после чего недовольный президент отстранил Юсрила от должности. Окончательно отставка Юсрила была принята 7 февраля 2001 года.
На созванной в июле 2001 года специальной сессии НКК Юсрил и его партия ПЗП, как и многие другие парламентские партии, выступили за импичмент Вахида и назначение президентом вице-президента Мегавати Сукарнопутри. В новом кабинете Мегавати (Кабинет взаимопомощи) Юсрил был назначен министром юстиции и прав человека. На этом посту он отличился, в частности, разработкой закона о борьбе с терроризмом, принятого после терактов на Бали в 2002 году, а также попыткой реформировать судебную систему Индонезии.

### После 2004 года
Перед президентскими выборами 2004 года имя Юсрила называлось в числе возможных кандидатов на пост президента. Юсрил принял предложение баллотироваться, но только при условии, что ПЗП войдёт в тройку лидеров на предстоявших в том же году парламентских выборах. Однако в итоге ПЗП набрала на выборах в парламент лишь скромные 2 % голосов, после чего Юсрил не рискнул баллотироваться в президенты, поддержав кандидатуру Сусило Бамбанга Юдойоно.
После победы Юдойоно на выборах Юсрил получил пост государственного секретаря в его кабинете, который занимал в 2004—2007 годах.
В 2005 году Юсрил не стал переизбираться на пост председателя ПЗП, уступив это место Маламу Самбату Кабану. На IV съезде партии (2015) Юсрила вновь избрали председателем — безальтернативно, так как второй кандидат, музыкант и актёр Рома Ирама, не явился на съезд.
В 2016 году появилась информация о том, что Юсрил желает выдвинуть свою кандидатуру на предстоящие в следующем году губернаторские выборы в Джакарте. Однако в итоге его имя не появилось в избирательных бюллетенях.

## Семья
Юсрил Ихза Махендра был женат дважды. В 1983 году он женился на Кесси Сукаэсих (индон. Kessy Sukaesih), от которой имел четверых детей — Юрия Кемаля Фадлуллу, Кению Хайруниссу, Мейлани Алиссу и Али Резу Махендру. В ноябре 2005 году Юсрил и Кесси развелись. Уже в сентябре 2006 года политик женился на Рике Толентино Като (индон. Rika Tolentino Kato) — девушке смешанного японо-филиппинского происхождения, которая младше его на 30 лет. Рика родила ему ещё двоих детей — дочь Зулайху и сына по имени Исмаил Закария.
Младший брат, Юсрон Ихза Махендра (род. 1958) — юрист, политик и дипломат, член Партии звезды и полумесяца. В 2004—2009 годах был депутатом Совета народных представителей от Банки-Белитунга, а в 2013—2016 годах занимал пост посла Индонезии в Японии и Федеративных Штатах Микронезии. Вместе с братом является владельцем юридической фирмы Ihza & Ihza Law Firm.